# أقا جان (أوجان الشرقي)
أقا جان (بالفارسية: آقاجان) هي منطقة سكنية تقع في إيران في قسم أوجان الشرقي الريفي. يقدر عدد سكانها بـ 165 نسمة .